# Кейп-Три-Пойнтс-Дипуотер
Кейп-Три-Пойнтс-Дипуотер, англ. Cape Three Points Deepwater Block — глубоководный блок на нефть и газ в акватории Гвинейного залива в территориальных водах Ганы. В состав блока входит месторождение Дзата.
В августе 2002 года американская Vanco Energy подписала соглашение с правительством Ганы относительно глубоководного блока Кейп-Три-Пойнтс-Дипуотер (Cape Three Points Deepwater Block), который находится в 50—100 км от побережья. 
В октябре 2007 года 56,66%-ное долевое участие в блоке приобрела у Vanco Energy российская компания Лукойл. На 2008 год в блоке запланировано бурение одной поисково-разведочной скважины.

## Участники блока
Оператор блока является Лукойл (56,66%). Другие участники блока правительство Ганы в лице национальной компании Ghana National Petroleum Company (15%) и американской Vanco Energy (28,34%).